# Bor, Serbien

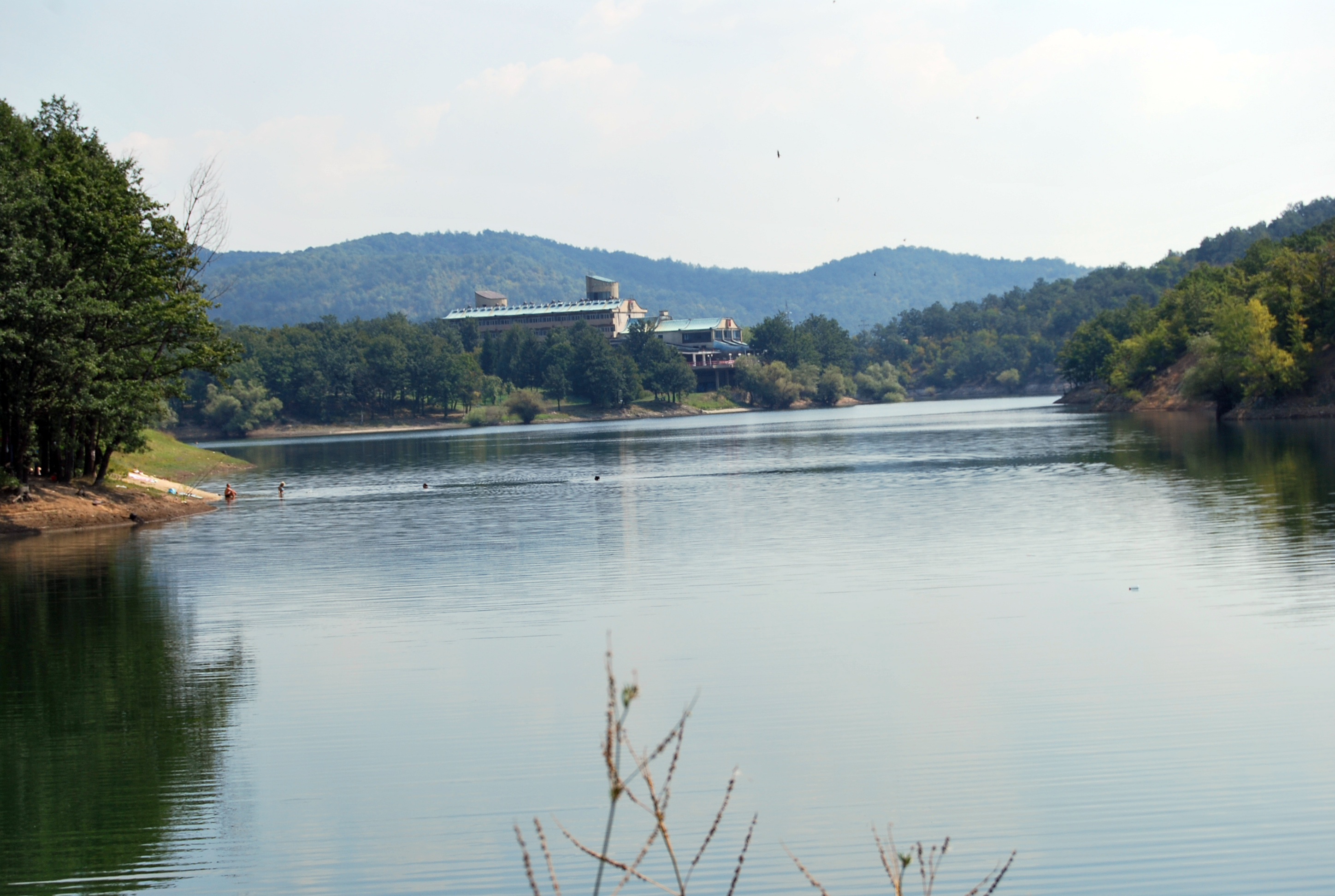
Borsjön

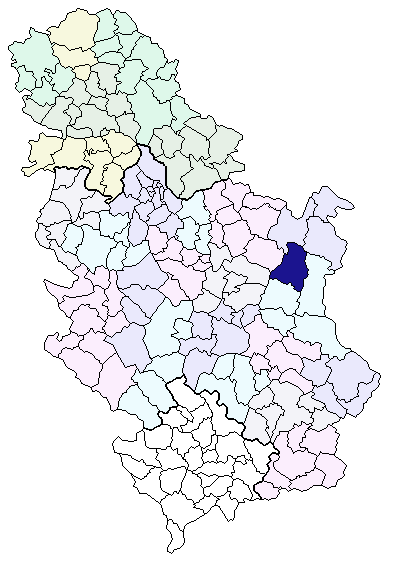
Bor i Serbien

Bor (serbisk kyrilliska: Бор) är en stad och kommun belägen i östra Serbien. 
Bor är en industristad.

## Historik
Till 1300-talet tillhörde Bor det bulgariska riket.

## Invånare
Staden har 39 500 invånare och kommunen har 56 000.